# ولپوول (نیوهمپشایر)
ولپوول (به انگلیسی: Walpole) شهری در ایالت نیوهمپشایر کشور ایالات متحده آمریکا است که جمعیت آن در سرشماری سال ۲۰۱۰ میلادی، ۶۰۵ نفر بوده‌است.

## نگارخانه

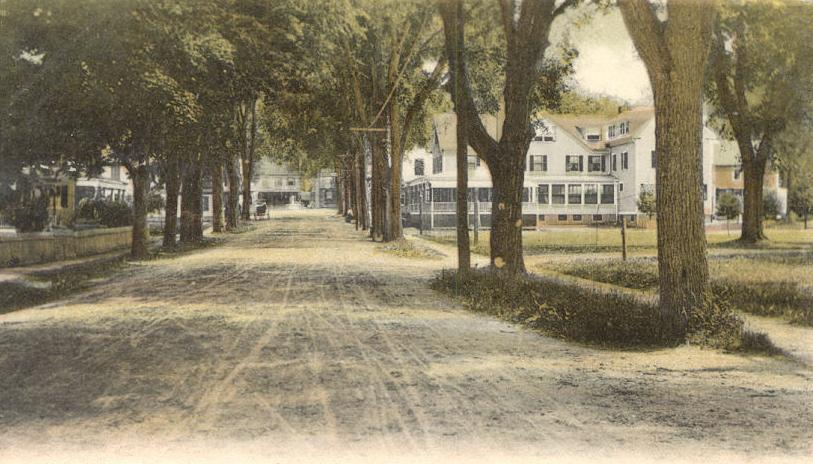
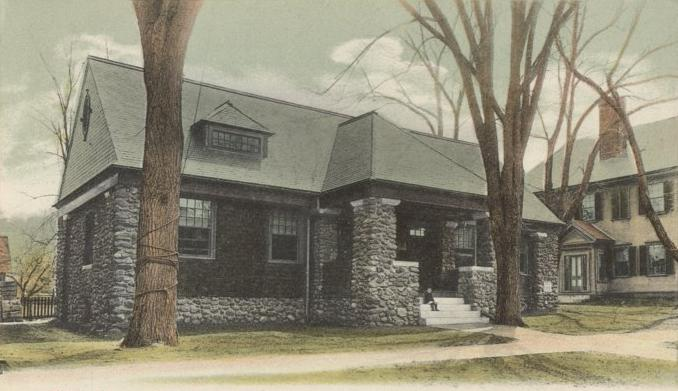
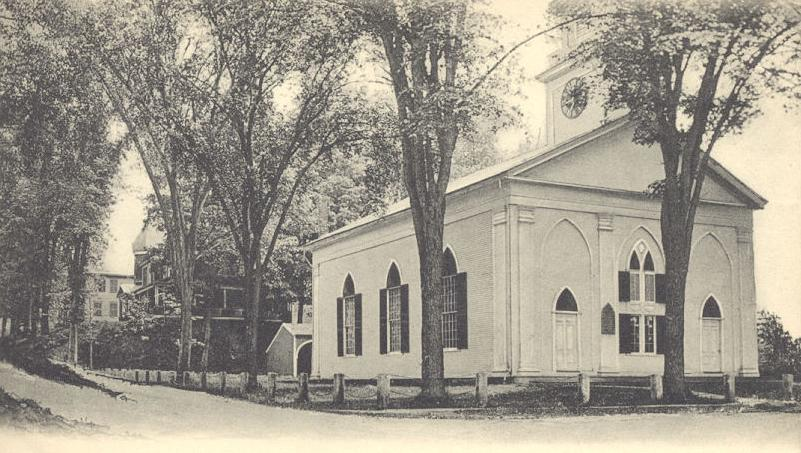